# Giovanni Masutti
Giovanni Carlo (Fogo) Masuttiest un peintre et sculpteur italien, actif en France jusqu'en 1950 (il est alors également cité sous le nom de Jean Masutti), né à Caneva, en Frioul-Vénétie Julienne le 24 août 1903 et mort à Caneva le 4 mai 1963.

## Biographie
Formé en Italie à la décoration des monuments, Giovanni Masutti s'est installé dans le Marmandais en 1933 - successivement à Marmande et à Saint-Étienne-de-Fougères - où son nom est associé à une page de l'immigration italienne en Lot-et-Garonne.

### L'œuvre en France
Il y travaille comme peintre décorateur, artiste peintre et sculpteur. Il a décoré une quarantaine d'églises - Notre-Dame de Baleyssagues, Saint-Front de Castelnau-sur-Gupie, Saint-Pierre-ès-Liens de Clairac, Saint-Léger de Couthures-sur-Garonne, Saint-Pierre-es-Liens de Dieulivol, Sainte-Madeleine de Duras,, Saint-Martin de Fauguerolles, Notre-Dame de Fourques-sur-Garonne, Notre-Dame de Francescas, Notre-Dame de Gontaud-de-Nogaret, Saint-Étienne-de-Lamarque de Lagruère, Notre-Dame de Lerm-et-Musset, Église du Martrou, Saint-Pierre-ès-Liens de Mauvezin-sur-Gupie, Saint-Cibard de Meilhan-sur-Garonne, Saint-Étienne-de-Beffery de Miramont-de-Guyenne, Saint-Étienne de Saint-Étienne-de-Fougères, Saint-Sauveur de Saint-Sauveur-de-Meilhan, Martyre-de-Saint-Jean-Baptiste de Seyches, Notre-Dame d'Aillas-le-Vieux de Sigalens, Saint-Jean de Trémons, Notre-Dame de Bourgougnague, - en Lot-et-Garonne et en Gironde entre 1934 et 1945.
On observe que Giovanni Masutti s'est inspiré de Guido Reni, Raphaël, Murillo ou encore Frederico Barocci, sachant cependant « déployer toute sa personnalité dans l'ensemble de son œuvre ». Des fresques murales où, à l'instar de Guillaume Fouace en l'église Notre-Dame de Montfarville (Manche), il prête à des personnages bibliques les visages de personnalités locales, il élargit son travail aux décors, tels que le faux marbre sur les piliers ou les caissons en trompe-l'œil.
Il a peint également des sujets profanes en des décors muraux en des lieux privés - des portraits, des paysages, des natures mortes, des scènes de chasse dans des résidences de particuliers, majoritairement italiens - et on lui connaît aussi notamment un monumental portrait de Tino Rossi conservé par la municipalité de Meilhan-sur-Garonne où il décorait l'ancienne salle de bal du café du village.

### Retour en Italie
De retour à Caneva (Italie) dans la dernière partie de son existence, son activité artistique sculpturale y est dite « très importante ». Il a peint en 1954 en l'église San-Martino du village de Sarone, situé à trois kilomètres de Caneva, une importante fresque représentant Saint Martin à Amiens partageant son manteau avec un mendiant.
Mort en 1963, Giovanni Masutti repose au cimetière de Caneva. 

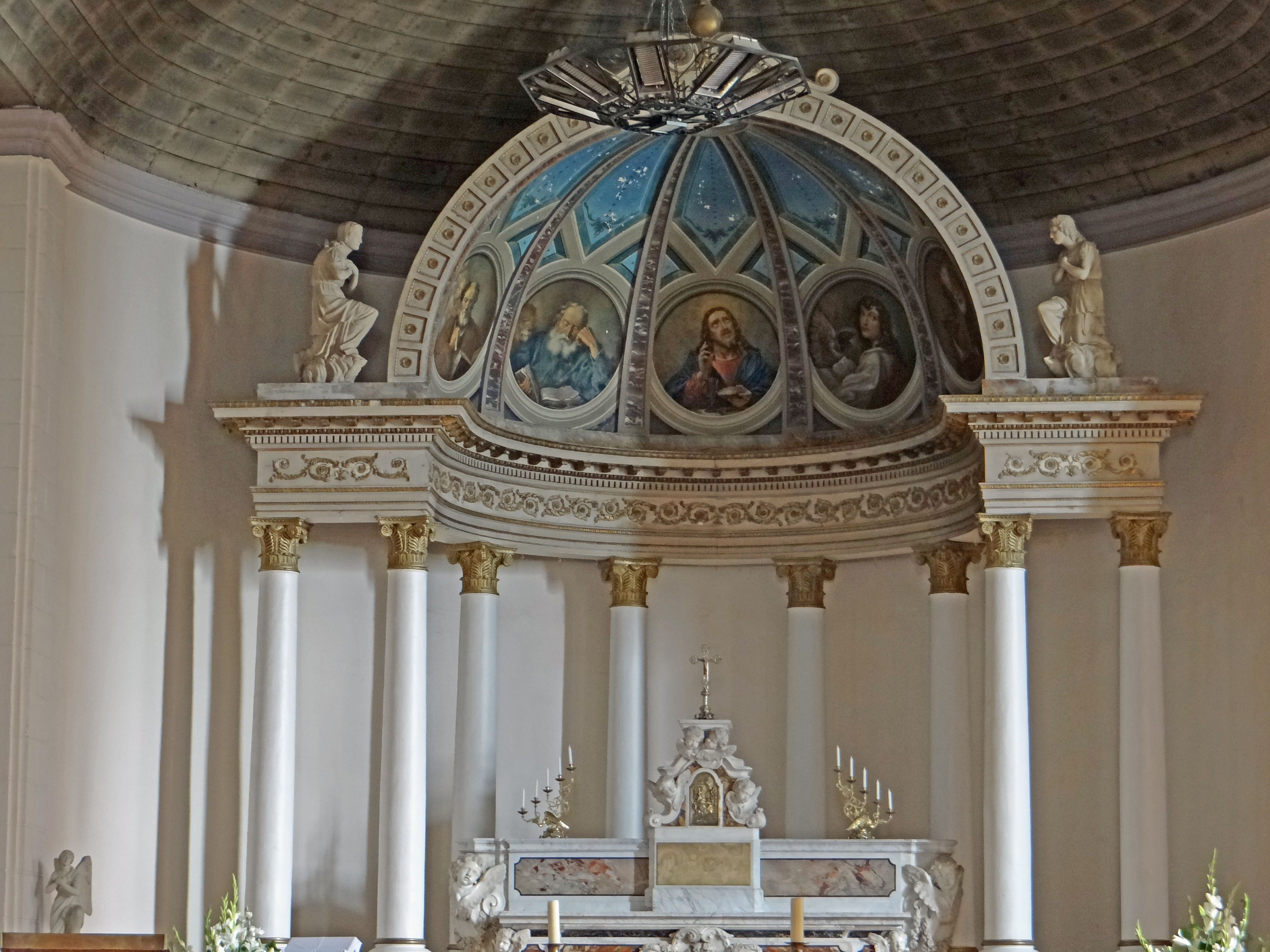
Église Saint-Pierre-ès-Liens de Clairac
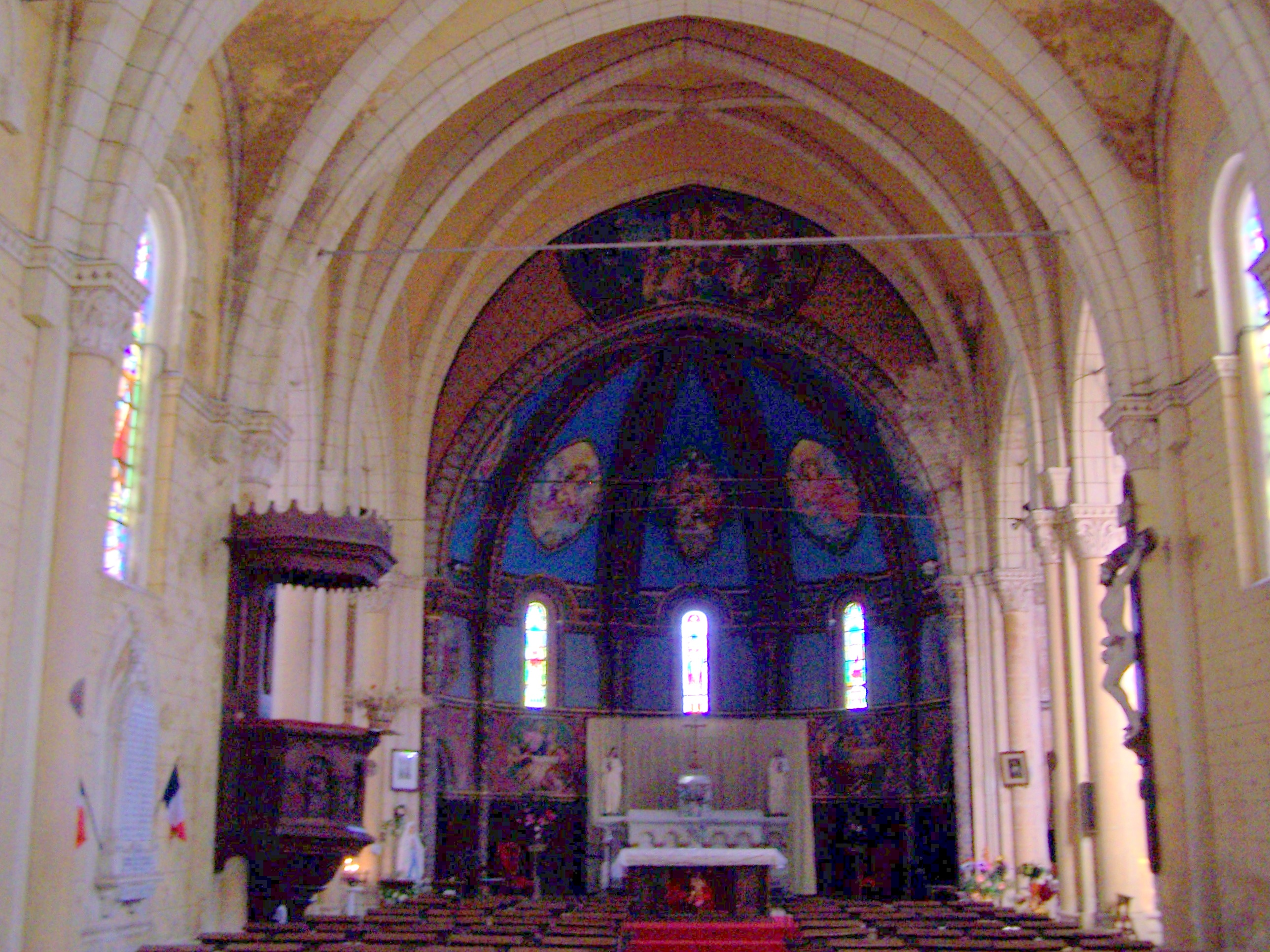
Église Saint-Léger, Couthures-sur-Garonne
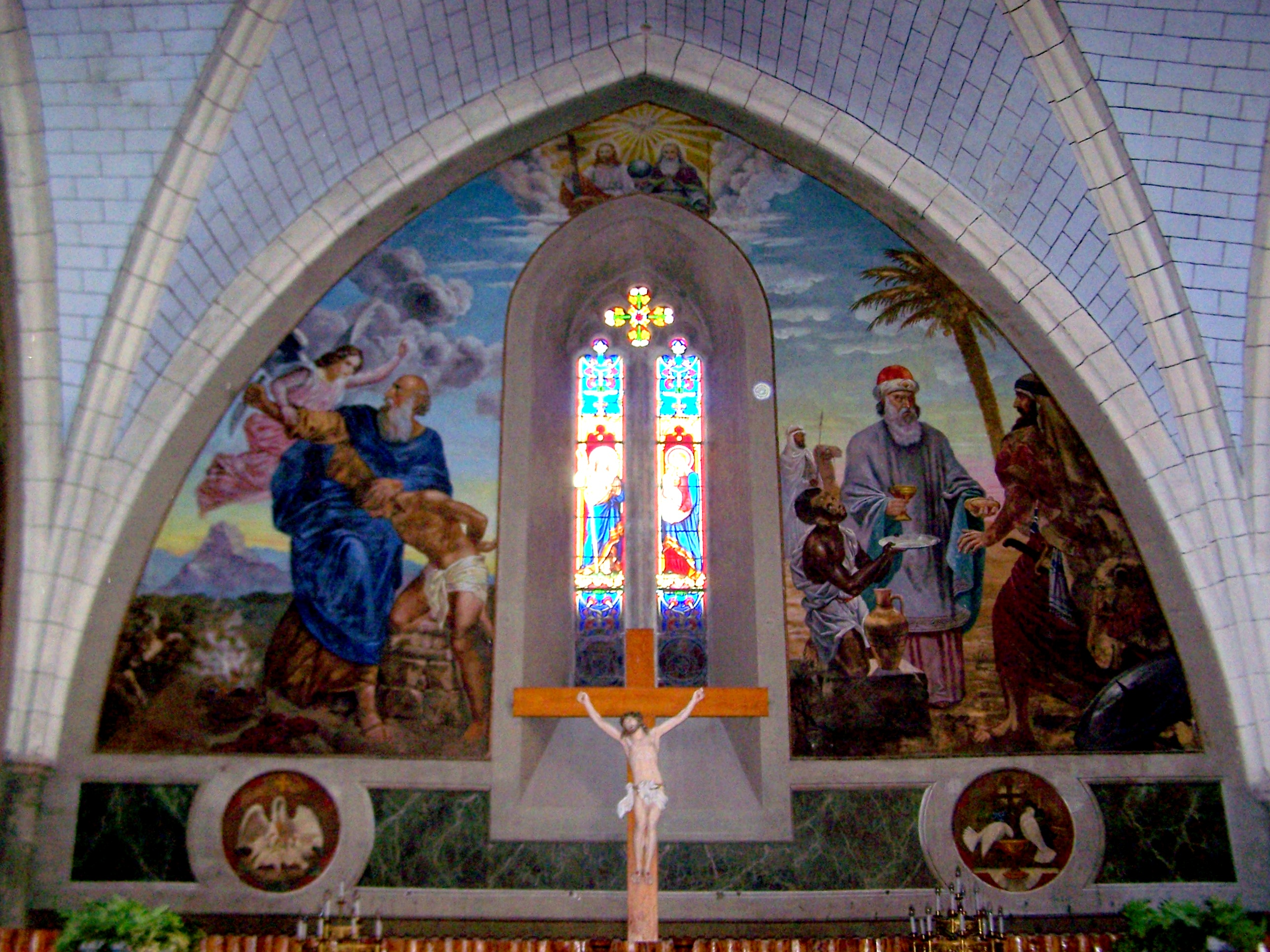
Église Notre-Dame, Lerm-et-Musset

## Hommage
La place de l'église de Meilhan-sur-Garonne porte le nom de place Giovanni-Masutti.